# Castiarina xanthopilosa
Castiarina xanthopilosa es una especie de escarabajo barrenador metálico del género Castiarina, categorizada en la tribu Stigmoderini, de la subfamilia Buprestinae.

## Distribución
Se distribuye por Australasia.

## Taxonomía
Fue descrita científicamente por Hope en 1847.
Tratamiento taxonómico
La especie aparece registrada y publicada en Descriptions of various Coleopterous Insects from New Holland, collected chiefly by Mr. Fortnum at Adelaide. Transactions of the Entomological Society of London 4:280-285. (1847).